# Annetorp
Annetorp is een wijk in het stadsdeel Väster van de Zweedse stad Malmö. De wijkt telt 2.808 inwoners (2013) en heeft een oppervlakte van 0,91 km². Annetorp ligt tussen Annetorpsvägen en Linnégatan, ten westen van de Limhamns kyrka. De woningbouw in Annetorp is gevarieerd en bestaat uit villa's, herenhuizen en enkele appartementencomplexen. Het industriegebied van Annetorp, dat gelegen is in het zuiden van de wijk, bestaat uit 200 bedrijven.

## Demografie
De wijk telde in januari 2008 1410 huishoudens, 2295 mensen met een baan en 1506 studenten. 12 procent van de inwoners heeft een buitenlandse achtergrond, deze komen voornamelijk uit Denemarken, Polen, Duitsland, Joegoslavië en Finland.

### Demografische ontwikkeling
Bron: Malmö Stadskontor

## Sport

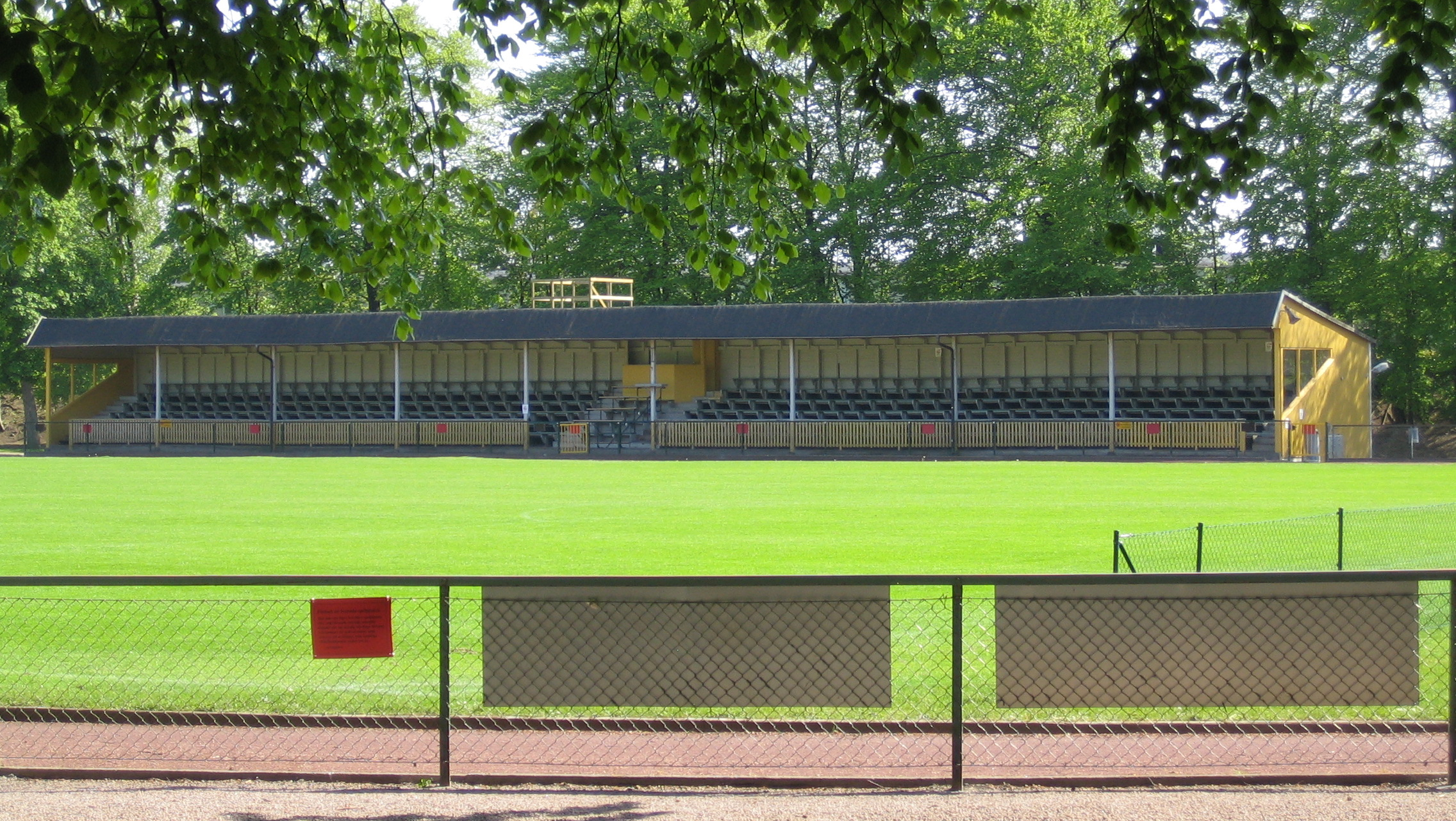
Het voetbalstadion Limhamns IP.

In de wijk is het voetbalstadion Limhamns IP te vinden, welke de thuisbasis is van de voetbalclubs IF Limhamn Bunkeflo en Limhamns FF. Het stadion heeft een capaciteit van 2.800 toeschouwers.